# Sâng
Sâng hay còn gọi sâng lông (danh pháp khoa học: Pometia pinnata) là một loài thực vật có hoa trong họ Bồ hòn. Loài này được J.R. Forst. & G. Forst. miêu tả khoa học đầu tiên năm 1775.
Phổ biến rộng trong tự nhiên, sâng sinh sống trong khắp khu vực Đông Nam Á, Malesia và các đảo trên Thái Bình Dương.

## Mô tả
Sâng phát triển thành cây gỗ trung bình, cao đến 40 m (130 ft). Các lá kép lông chim. Quả có màu xanh, vàng hoặc đỏ sẫm dài tới 4 cm (1,6 in), mỗi quả có một hạt bao quanh bởi một lớp áo thịt. Quả có phần giống như quả vải, có thể ăn được và là một loại quả phổ biến để ăn.